# Sarasota Open 2024
Il Sarasota Open 2024 è stato un torneo maschile di tennis professionistico. È stata la 14ª edizione del torneo, facente parte della categoria Challenger 75 nell'ambito dell'ATP Challenger Tour 2024, con un montepremi di 82 000 $. Si è giocato dall'8 al 14 aprile 2024 sui campi in terra verde del Payne Park Tennis Center di Sarasota, negli Stati Uniti.

## Partecipanti

### Teste di serie
| Nazionalità | Giocatore           | Ranking* | Testa di serie |
| ----------- | ------------------- | -------- | -------------- |
| Stati Uniti | Jeffrey John Wolf   | 96       | 1              |
| Perù        | Juan Pablo Varillas | 101      | 2              |
| Australia   | Thanasi Kokkinakis  | 104      | 3              |
| Belgio      | Zizou Bergs         | 111      | 4              |
| Stati Uniti | Michael Mmoh        | 123      | 5              |
| Stati Uniti | Patrick Kypson      | 133      | 6              |
| Canada      | Gabriel Diallo      | 150      | 7              |
| Stati Uniti | Denis Kudla         | 160      | 8              |

* Ranking al 1º aprile 2024.

### Altri partecipanti
I seguenti giocatori hanno ricevuto una wild card per il tabellone principale:
- Gabriel Diallo
- Toby Kodat
- Bruno Kuzuhara

I seguenti giocatori sono entrati in tabellone come alternate:
- Mitchell Krueger
- Tennys Sandgren

I seguenti giocatori sono passati dalle qualificazioni:
- Giovanni Fonio
- Federico Agustín Gómez
- Matija Pecotić
- Stefan Kozlov
- Kaylan Bigun
- Felix Corwin

I seguenti giocatori sono entrati in tabellone come lucky loser:
- Gerard Campana Lee
- Viktor Durasovic

## Punti e montepremi
| Torneo    | Torneo              | V     | F     | SF    | QF    | 2T    | 1T  | Q | Q2  | Q1  |
| Singolare | Punti               | 75    | 44    | 22    | 12    | 6     | 0   | 4 | 2   | 0   |
| Singolare | Premi in denaro ($) | 9 880 | 5 820 | 3 450 | 2 000 | 1 165 | 720 | – | 360 | 185 |
| Doppio    | Punti               | 75    | 44    | 22    | 12    | –     | 0   | – | –   | –   |
| Doppio    | Premi in denaro ($) | 4 250 | 2 450 | 1 480 | 880   | –     | 500 | – | –   | –   |

## Campioni

### Singolare
Thanasi Kokkinakis ha sconfitto in finale  Zizou Bergs con il punteggio di 6–3, 1–6, 6–0.

### Doppio
Tristan Boyer /  Oliver Crawford  hanno sconfitto in finale  Ethan Quinn /  Tennys Sandgren con il punteggio di 6–4, 6–2.